# La Cabrentá
El Paraje Natural Municipal La Cabrentá, con una superficie de 1,41 ha, se localiza en el término municipal de Estubeny en la provincia de Valencia.

Este pequeño enclave destaca principalmente por la gran relevancia botánica que atesora. Entre la vegetación presente en la zona, podemos señalar en primer lugar por su importancia y escasa distribución en la Comunidad Valenciana, los bosquetes de laurel con almez, en los que se intercalan otras especies como el aladierno, la hiedra o la zarzaparrilla, formando una agrupación característica de un clima muy semejante al subtropical. Esta asociación (laurel y almez) que se observa de forma muy dispersa y en la mayoría de casos cultivada, se encuentra en la Cabrentà de forma natural, siendo por ello necesaria su conservación y propagación.
Junto a estas especies aparece también el granado, de gran valor paisajístico para este paraje, debido a la variación en la coloración que aporta a lo largo del año, pasando de un color rojizo anaranjado en otoño al rojo vivo que destilan sus grandes flores durante el mes de junio. El algarrobo y la higuera junto con algún resto de palmito son también habituales del lugar. Por último aparece un estrato lianoide, asociado a paredes, muros y troncos de árboles. En él, aparecen con gran cobertura plantas trepadoras como la rubia o la hiedra.
De otro lado, la alternancia de grandes valles y picos ha provocado el aislamiento de plantas cuya capacidad de dispersión no alcanza grandes distancias. De ese modo, en las comunidades más abundantes, como son los matorrales bajos, se concentran un alto número de endemismos pertenecientes al género Thymus (tomillos y mejoranas), Satureja (ajedreas) o Sideritis (rabogatos). Además de su importancia botánica es destacable la singularidad de sus afloramientos litológicos de travertinos y tobas, con estalactitas, estalagmitas y columnas.
- Fue declarado Paraje Natural Municipal por Acuerdo del Consejo de la Generalidad Valenciana de fecha 2 de abril de 2004. (En este artículo se recoge texto del acuerdo (enlace roto disponible en Internet Archive; véase el historial, la primera versión y la última).).

- Datos: Q600914